# Керичев, Вячеслав Михайлович
Вячесла́в Миха́йлович Ке́ричев (1902 —  1961) — советский инженер-кораблестроитель, главный конструктор завода «Красное Сормово» (1947—1961). Доктор технических наук, профессор Горьковского политехнического института имени А. А. Жданова.
Был инициатором внедрения электросварки в советском речном судостроении. Руководил проектированием первых отечественных цельносварных буксиров, речных сухогрузов типа «Большая Волга» (проект 11), первых в стране речных дизель-электрических ледоколов, а также флагманских пассажирских дизель-электроходов и концепции судов смешанного плавания «река-море». Лауреат Сталинской премии третьей степени (1949).

## Биография
Родился 29 августа 1902 года в Звениговском затоне (ныне город Звенигово, Марий Эл). Его отец был чертёжником-механиком на судоремонтном заводе.
В 1919 году после окончания Нижегородской школы второй ступени начал трудовую деятельность конторщиком в отделе пригородного сообщения Нижегородского речного управления, позже — счетоводом в службе тяги Московско-Казанской железной дороги. В 1920 году поступил на механический факультет Нижегородского университета и стал одним из первых его выпускников по кораблестроительной специальности. Завершив обучение в 1925 году, был принят инженером-конструктором в судостроительное техническое бюро завода «Красное Сормово».
В августе 1928 года был назначен старшим инженером-конструктором, а затем перешёл на работу в ЦКБ «Речсудопроект» на должность главного инженера. В 1933 году по чертежам Керичева был построен и спущен на воду первый в СССР цельносварной буксирный пароход «Сварщик». Эта работа послужила основой для широкого внедрения сварки в советском судостроении. В 1934 году Вячеслав Керичев вернулся на завод «Красное Сормово», где занял пост начальника сектора и заместителя начальника конструкторского бюро. В 1947 году был назначен главным конструктором завода, проработав в этой должности до конца жизни.
Под руководством Керичева велось проектирование сухогрузов, бензоналивных барж и землесосов. В 1948 году был создан его наиболее известный проект — речной сухогруз типа «Большая Волга» (проект 11). Суда этого типа стали массовыми и определили дальнейшее развитие речного грузового флота в СССР. За эту разработку в 1949 году Вячеславу Керичеву была присуждена Сталинская премия 3-й степени.
В 1950 году под руководством Керичева были спроектированы и построены первые в стране речные дизель-электрические ледоколы «Волга» и «Дон». Суда мощностью 1800 л.с. имели ряд новаторских решений, в частности, малую для своего класса осадку и усиленный ледовый корпус, что сделало их новым типом судов для речного флота.
Вершиной пассажирского судостроения на заводе в ту эпоху стали спроектированные под руководством Керичева трёхпалубные дизель-электроходы «Ленин» и «Советский Союз», спущенные на воду в 1958 и 1959 годах соответственно. Суда длиной 121,5 м были рассчитаны на 439 пассажиров и развивали скорость до 26 км/ч. По уровню комфорта они не имели себе равных в советском речном флоте: впервые на речном судне была применена климатическая установка, а все 205 кают снабжались холодной и горячей водой. На борту имелись кинотеатры, библиотеки и солярии. Дизель-электроход «Ленин» стал флагманом речного пассажирского флота.
В 1950-х годах конструкторское бюро под его управлением приступило к разработке концепции и проектированию судов смешанного плавания «река-море». Были спроектированы сухогрузные теплоходы проектов 507 («Волго-Балт») и 1557. Массовый выпуск этих судов начался уже после смерти конструктора. Как руководитель, Керичев воспитал плеяду конструкторов, подготовив себе замену в лице А. А. Животовского, который возглавлял конструкторское бюро в течение 30 лет после смерти своего наставника.
Вячеслав Керичев совмещал конструкторскую работу с научно-педагогической деятельностью. В 1943—1944 годах преподавал в Горьковском институте инженеров водного транспорта. С 1948 года читал курс «Проектирование судов» в Горьковском политехническом институте имени А. А. Жданова. В своей преподавательской работе он активно использовал свой богатый производственный опыт. В 1949 году ему было присвоено учёное звание профессора, и в том же году он возглавил кафедру судостроения.
Избирался депутатом Верховного Совета РСФСР 3-го созыва.
Скончался 1 января 1961 года. Похоронен на кладбище «Марьина Роща» в Нижнем Новгороде (квартал № 18).

## Семья
Дети — Михаил и Наталья — пошли по стопам отца, окончив кораблестроительный факультет политехнического института и проработав в конструкторских бюро.

## Награды и звания
- Сталинская премия третьей степени (1949) — за разработку и внедрение в серийное производство новых типов речных судов[1].
- Два ордена Ленина[1].
- Орден Трудового Красного Знамени[1].
- Медаль «За победу над Германией в Великой Отечественной войне 1941—1945 гг.»
- Медаль «За доблестный труд в Великой Отечественной войне 1941—1945 гг.»

## Память
В честь Вячеслава Керичева были названы несколько судов:
- «Профессор Керичев» (проект 507) — головное судно серии «Волго-Балт», построено в 1962 году. Судно открыло навигацию по Волго-Балтийскому каналу в 1964 году[3]. 22 сентября 1971 года теплоход затонул в Рыбинском водохранилище в результате шторма, погибли 9 членов экипажа[7][8].
- «Профессор Керичев» (проект 791) — сухогрузный теплоход, построенный в 1963 году. Позднее был переименован в «Волго-Балт 1»[9][5].
- «Профессор Керичев» (проект 1557) — сухогрузный теплоход, построенный в 1979 году. Эксплуатируется в составе Амурского речного пароходства[10].